# Prywatka 2 (film 1982)
Prywatka 2 (fr. La Boum 2) – francuski film fabularny z 1982 roku w reżyserii Claude’a Pinoteau. Sequel Prywatki.

## Obsada
- Claude Brasseur – François Beretton
- Brigitte Fossey – Françoise Beretton
- Sophie Marceau – Vic Beretton
- Lambert Wilson – Félix Maréchal
- Pierre Cosso – Philippe Berthier
- Alexandre Sterling – Mathieu
- Sheila O’Connor – Pénélope Fontanet
- Alexandra Gonin – Samantha Fontanet
- Jean-Philippe Léonard – Stéphane